# 安韦勒 (上索恩省)
安韦勒（法語：Ainvelle，法語發音：[ɛ̃vɛl] ⓘ）是法国上索恩省的一个市镇，属于吕尔区。

## 地理
安韦勒（47°50'48"N, 6°15'2"E）面积6.75 平方千米，位于法国勃艮第-弗朗什-孔泰大區上索恩省，该省份为法国东部内陆省份，北起顺时针与孚日省、贝尔福地区省、杜省、汝拉省、科多尔省和上马恩省接壤。
与安韦勒接壤的市镇（或旧市镇、城区）包括：瑟穆斯河畔圣卢、布里欧库尔、弗朗卡尔蒙、拉皮瑟尔、普莱讷蒙。

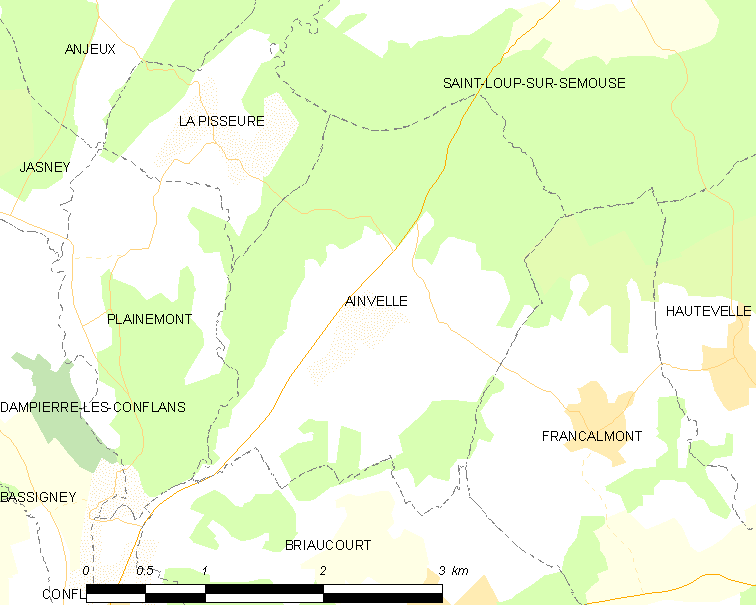
的OSM定位图

安韦勒的时区为UTC+01:00、UTC+02:00（夏令时）。

## 行政
安韦勒的邮政编码为70800，INSEE市镇编码为70008。

## 政治
安韦勒所属的省级选区为瑟穆斯河畔圣卢县。

## 人口

1962-2008年间人口变化图示

安韦勒于2022年1月1日时的人口数量为148人。